# Нацистская пропаганда
Нацистская пропаганда — одно из основных направлений деятельности Национал-социалистической немецкой рабочей партии (НСДАП). Подобная пропаганда во время Веймарской республики была направлена на захват власти в стране, во времена национал-социализма она служила укреплению политической власти.

## Содержание
В содержательном плане пропаганда национал-социалистов концентрировалась всего на нескольких темах, которые они превращали в запоминающиеся лозунги, апеллируя к чувствам населения. Пропаганда следовала ключевым пропагандистским принципам, изложенным Адольфом Гитлером ещё в 1924 году в своём программном труде «Майн кампф»: «Именно в том и состоит искусство пропаганды, что она, постигая чувственный мир представлений большой массы населения, в психологически правильной форме находит путь к вниманию, а затем и к сердцу широких масс».
Главными темами национал-социалистической пропаганды были расизм и антисемитизм, идеология «единого немецкого народа» и военного героизма, образ национал-социалистической женщины и безоговорочный культ фюрера. Центральное место в национал-социалистической пропаганде занимала политика в области кино. Ведущую роль сыграли также массовые общественные мероприятия и марши, школьное воспитание и собственные организации — гитлерюгенд и Союз немецких девушек, а также материальные льготы населению.
Главным органом по распространению и контролю национал-социалистической пропаганды являлось Рейхсминистерство народного просвещения и пропаганды руководимое министром пропаганды Йозефом Геббельсом.
В Третьем рейхе придавалось большое значение воспитанию подрастающего поколения, в том числе и антисемитскому воспитанию. В 1930—1940-е годы нацистский антисемитизм пропагандировался среди детей и молодежи, в частности через издание учебной и детской литературы. Например, такую литературу публиковало издательство «Штюрмер» под руководством Юлиуса Штрейхера. Штрейхер пользовался покровительством Гитлера и действовал в благоприятной для себя обстановке. Он достиг успеха в воспитании у немецких детей и молодёжи ненависти к евреям, которая была основана как на средневековых клише, так и на расово-биологических теориях.

## Галерея
- Японский плакат, посвященный подписанию Антикоминтерновского пакта
- Геббельс со своими дочерьми на рождественском празднике, 23 декабря 1937
- Семейство Геббельсов, 1 января 1944 года. Снимок отредактирован: на нём присутствует сын Магды Геббельс от первого брака — Харальд Квандт, в тот момент находившийся на фронте
- Плакат НСДАП, изображающий идеальную немецкую семью
- «Вместе мы сокрушим его!» — плакат 27-й добровольческой дивизии СС «Лангемарк»
- Почтовая марка Великобритании (Георг VI и Елизавета, 1937)  (Sc #234) и германская марка-пародия (Георг VI и Иосиф Сталин; над британской королевской короной Звезда Давида, 1944)